# 植村恒三郎
植村 恒三郎（うえむら つねさぶろう、1882年（明治15年）2月 - 1945年（昭和20年）は、日本の林学者。専門は、林政学・森林経理学。入会権について史的研究を行い、川瀬善太郎に続き入会権公有論を唱える。また樺太に設けられた九州帝国大学の演習林の指導、調査報告を行った。「本邦に於ける林野の入会関係に就て」で林学博士（東京帝国大学）。九州帝国大学教授、同名誉教授。

## 生涯

### 経歴
旧会津藩藩士の植村家に生まれる。会津中学、一高を経て、1906年（明治39年）7月に東京帝国大学林学科を18名中首席で卒業。大学院を経て盛岡高等農林教授となる。在任中に森林政策、森林行政、木材商況、経理、外国語などを担当し、またドイツに留学している。1920年（大正9年）に林学博士の学位を取得し、翌々年に九州帝国大学農学部教授に就任。林学第四講座を担当しし、演習林長、農学部長を務める。1942年（昭和17年）3月に退官。1938年（昭和13年）時点で高等官一等、従三位勲二等に叙されている。会津会会員。

### 親族
妻は本多静六の長女てるで、東京帝国大学農学部長三浦伊八郎、大村清一は義弟にあたる。植村夫妻は男子四人女子一人に恵まれ、長男敏彦、次男誠次、四男恒義はそれぞれ医学博士（東京帝国大学）、農学博士（東京大学）、工学博士（東京大学）である。三男の秀三は東京高等裁判所判事を務め、のちに日本犯罪学会賞、刑事政策審議会賞を受賞した。孫の栄治は元・慶應義塾大学大学院教授。

## 著書等
著述
- 『林価算法及林業較利学』三浦書店、1911年（右田半四郎との共著）
- 『森林と治水』農商務省山林局、1917年
- 『森林経理学』三浦書店、1920年（『明治後期産業発達史資料』にも収録）
- 『本邦林野ノ入会関係ト入会権』三浦書店、1923年
- 『林業経済』九州帝国大学農学部、1936年
- 『屋久島視察所感』熊本営林局、1939年
- 『新体制と林政』三浦書店、1942年
- 訳著『共同林と森林組合の研究』林野共済会、1959年[* 1]
- 『千代の松原』[26]
- 『夏期林業講習会講演集』鹿児島県山林会、1927年（渕野旭子、鏑木徳二）

論文等
- 植村恒三郎, 田中祐一「[001]樺太演習林に於ける植物生態調査」『九州帝国大学農学部演習林報告』第1巻、九州大学農学部附属演習林、1931年、1-117頁、doi:10.15017/14200、ISSN 0453-0284。
- 植村恒三郎, 田中祐一「[002] 邦領樺太北部原生林に於けるエゾマツ・トドマツの更新及び根系に關する研究」『九州帝国大学農学部演習林報告』第2巻、九州大学農学部附属演習林、1932年、1-84頁、doi:10.15017/14201、hdl:2324/14201。
- 植村恒三郎「小面積の森林に關する森林純収入法の適用に就て」『林學會雑誌』第15巻第3号、日本森林学会、1933年、163-165頁、doi:10.4005/jjfs1919.15.163、ISSN 2185-8187。
- 「天然更新と樹種の陰陽」『日本林学会会誌』16巻1号
- 「林業較利に関する最近の傾向に就て」日本林学会会誌17巻9号
- 「単木施業法に就て」『日本林学会会誌』17巻10号
- 「樺太及北海道に生育するエゾマツ及トドマツの天然更新に就ての根本的考察」『林学会雑誌』 1928年 10巻 6号 p.289-309, doi:10.4005/jjfs1919.10.289
- 「民有林野の官行管理に就て 研究報告」『林学会雑誌』 1928年 10巻 9号 p.457-465, doi:10.4005/jjfs1919.10.457
- 「再びエゾマツ及びトドマツの天然更新に就て」『林学会雑誌』 1929年 11巻 9号 p.451-456, doi:10.4005/jjfs1919.11.451
- 「現行保安林制度に対する批判 討論」『林学会雑誌』 1930年 12巻 1号 p.50-53, doi:10.4005/jjfs1919.12.50
- 「一齊林型の原生林竝天然生林に於ける前生樹の更新上の有用性に就て」『林学会雑誌』 1930年 12巻 5号 p.261-273, doi:10.4005/jjfs1919.12.261
- 「天然林に於ける樹種の交代關係と忌地に就て」『林学会雑誌』 1930年 12巻 7号 p.379-383, doi:10.4005/jjfs1919.12.379
- 「理財的輪伐期に就て」『林学会雑誌』 1930年 12巻 9号 p.520-528, doi:10.4005/jjfs1919.12.520
- 「原生林か擇伐林か」『林学会雑誌』 1931年 13巻 5号 p.293-308, doi:10.4005/jjfs1919.13.293
- 「法正作業級に於ける收益の計算に就て」林学会雑誌14巻2号
- 「山火更新説に就て」林学会雑誌14巻7号
- 「エゾマツ・トドマツの陰陽性に対する中村博士の所見に就て」林学会雑誌14巻8号
- 「天然更新と樹種の陰陽」『林学会雑誌』 1934年 16巻 1号 p.10-11, doi:10.4005/jjfs1919.16.10
- 植村恒三郎『九大樺太演習林に於ける落雷による森林火災の知見』。 NCID BB08302638。
- 植村恒三郎『朝鮮に於ける林野の入會關係を論じて火田に及ぶ』1929年。 NCID BB08233750。

## 関連する人物
- 佐藤義長 - 盛岡高等農林時代の校長
- 君島八郎 - 中学同窓で九州帝大時代の工学部長
- 花見朔巳 - 中学の同級生[27]